# Jolanta Hibner
Jolanta Emilia Hibner (Ząbki; 26 de Janeiro de 1951 — ) é uma política da Polónia. Ela foi eleita para a Sejm em 25 de Setembro de 2005 com 3512 votos em 19 no distrito de Warsaw, candidato pelas listas do partido Platforma Obywatelska.